# سميع بلومكفيست
سميع بلومكفيست (بالفنلندية: Sami Blomqvist)‏ هو لاعب هوكي الجليد فنلندي، ولد في 12 يونيو 1990 في أورنشولدسفيك في السويد.

## وصلات خارجية
- سميع بلومكفيست على موقع EliteProspects.com (الإنجليزية)
- سميع بلومكفيست على موقع Eurohockey.com (الإنجليزية)
- سميع بلومكفيست على موقع HockeyDB.com (الإنجليزية)